# گری (گرجستان)
گری (به لاتین: Geri، به گرجی: გერი، به آسی: Джер) یک روستا در گرجستان است که در ناحیه دزاو واقع شده‌است. گری ۳۵ نفر جمعیت دارد و ۱٬۴۸۰ متر بالاتر از سطح دریا واقع شده‌است.